# Гоян (Молдова)
Гоян (рум. Goian) — село в Молдавии, в составе коммуны Чореску сектора Рышкановка муниципия Кишинёв. Кроме него в коммуну также входят сёла Чореску и Фаурешты.

## География
Недалеко от села, в 0,5 км от пересечения Леушенской автодороги с автодорогой Кишинёв—Криулень, находится Гоянское обнажение.

## Население
По состоянию на 2004 год население села составляло 1105 человек.